# Olton (Texas)
Olton es una ciudad ubicada en el condado de Lamb en el estado estadounidense de Texas. En el Censo de 2010 tenía una población de 2.215 habitantes y una densidad poblacional de 629,3 personas por km².

## Geografía
Olton se encuentra ubicada en las coordenadas 34°10′49″N 102°8′13″O / 34.18028, -102.13694. Según la Oficina del Censo de los Estados Unidos, Olton tiene una superficie total de 3.52 km², de la cual 3.52 km² corresponden a tierra firme y (0%) 0 km² es agua.

## Demografía
Según el censo de 2010, había 2.215 personas residiendo en Olton. La densidad de población era de 629,3 hab./km². De los 2.215 habitantes, Olton estaba compuesto por el 64.65% blancos, el 0.72% eran afroamericanos, el 1.67% eran amerindios, el 0.05% eran asiáticos, el 0% eran isleños del Pacífico, el 30.88% eran de otras razas y el 2.03% pertenecían a dos o más razas. Del total de la población el 69.48% eran hispanos o latinos de cualquier raza.